# Rimely Károly
Rimely Károly (Esztergom, 1825. február 4. – Garamszentkereszt, 1904. január 13.) katolikus pap, teológiai doktor, besztercebányai püspök.

## Pályafutása
Gimnáziumi tanulmányait szülővárosában, és mint az Emericanum növendéke Pozsonyban végezte. 1840-től a bölcseletet Nagyszombatban, a teológiát 1842-től a bécsi Pázmáneumban hallgatta. 1848. június 21-én szentelték pappá.
A beteg dömösi plébánost segítette egy ideig, azután káplán volt Patakon és 1849-től Budán a Krisztinavárosban, ahol a város ostroma alatt is jelen volt. 1850-ben tanulmányi felügyelő (prefektus) lett a bécsi Pázmáneumban. 1852. november 4-én doktorált teológiából Bécsben; az 1852–53. tanév végétől az egyháztörténelem és jog tanszékén működött az esztergomi papnevelőben; egyszersmind házasságvédő és zsinati vizsgáló volt. 
1860-ban pázmáneumi aligazgató, majd ideiglenes igazgató, egyszersmind pápai t. kamarás is lett. 1867. március 16-án pozsonyi kanonokká neveztetett ki. 1868 márciusától Rudolf trónörökös, Gizella és Klotild főhercegnők magyar nyelv- és irodalomtanára, és 1870-ben Üdvözítőről elnevezett lekéri valóságos apát lett. 1876. január 17-én, midőn a trónörökös és főhercegnők tanítását befejezte, a Lipót-rend lovagkeresztjét kapta. 1889. április 28-án pozsonyi városi plébánosnak választották meg. 1892-ben a pápa házi főpapjai közé sorozta.

### Püspöki pályafutása
1893. május 23-án a király besztercebányai püspökké nevezte ki. Pápai megerősítést június 15-én kapott. Augusztus 27-én szentelte püspökké Pozsonyban Vaszary Kolos esztergomi érsek, Antonio Di Stefano bendai címzetes püspök és Boltizár József esztergomi segédpüspök segédletével.

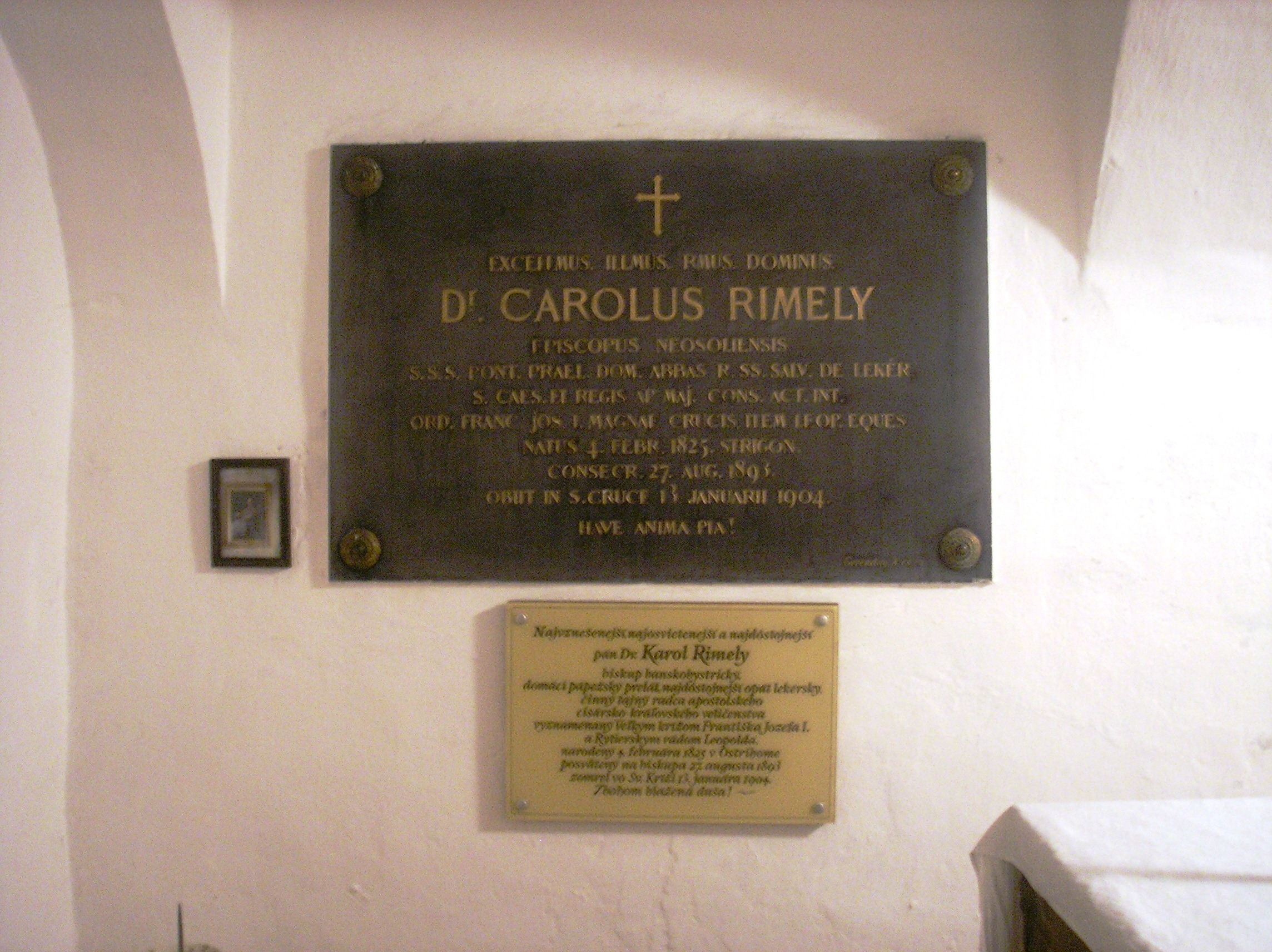
Sírfelirata a garamszentkereszti templomban

1898-ban ülte áldozópapságának 50 éves évfordulóját, mely alkalommal a király a Ferenc József-rend nagykeresztjével és sajátkezű üdvözlő levelével tüntette ki. A történelmi társulat alapítója 165 forinttal. Meghalt 1904. január 13-án a garamszentkereszti kastélyában.

## Művei
Cikkei az 1850-es évek elején a Religióban papi nevelésről s egyéb napi kérdésekről, (1853. I. Töredékeszmék a kegyszerfélékről); a Családi Lapokban (1853. Dömös, történelmi adatok után); az István bácsi Naptárában (1856. Esztergom); a Pázmány-Füzetekben (1857, 1859. egyházi beszédek); a Magyar Államban (1884. a pozsonyi közművelődési egyesület ülésén tartott elnöki beszéde); a Vasárnapi Ujságban (1896. 51. sz. Rudolf trónörökös neveltetéséről); az Egyetemes Magyar Encyclopaediának is munkatársa volt.
- Egyházi beszéd szent István király ünnepére. Mondotta Bécsben 1861. Kisasszony hava 25. a nt. Kapuczinus atyák templomában. Bécs, 1861
- Historia collegii Pazmaniani, quam ex tabulariis conscripsit. Bécs, 1865 (A bécsi egyetem 500 éves jubileuma alkalmából. Ism. Magyar Sion)
- Egyházi beszéd, melyet szent István, Magyarország első apostoli királyának ünnepén Bécsben a nt. Kapuczinus atyák templomában 1865. kisasszony hava 20. mondott. Bécs, 1865
- Capitulum insignis ecclesiae collegiatae Posoniensis ad S,. Martinum ep. olim SS. Salvatorem. Instar manuscripta. Pozsony, 1880
- Adalék a Magyar Sion 1880-iki évfolyamához. Pozsony, 1881 (előbbeni munkája megtámadtatván Knauz Nándor által a M. Sionban, írta ezen védelmet; erre Knauz válasza. Budapest, 1881)
- Geistliche Antrittsrede gerichtet aus Anlass seiner feierlichen Installation and die Gläubigen seiner Diöcese am 14. September 1893. Pozsony
- Egyházi beszéd, melyet ünnepélyes beiktatása alkalmából megyéje híveihez intézett. 1893. szept. 14. Pozsony
- Az esztergomi nagyboldogasszony... Besztercebánya, 1900[2]